# Volbenk Inocenc Erberg
Volbenk Inocenc Erberg jezuit iz rodbine Erberg, * 7. oktober 1694, Ljubljana, † (?) 1766?, Paragvaj??

## Žiljenje in delo
Volbenk Inocenc Erberg, sin J.D. Erberga, je bil sprejet v jezuitski red leta 1714. Tam je najprej poučeval gramatiko, humanistične vede in retoriko, po končanih teoloških študijah pa 1726 bil poslan za misijonarja v Paragvaj, kjer je v rezidenci Rio Parana umrl. Leta 1727 je izdal zemljevid Paragvaja. 17445-63 je bil predstojnik vseh misijonov v Urugvaju, 1767 s številnimi sobrati izgnan v Evropo.